# L'allenatore nel pallone 2 (colonna sonora)
L'allenatore nel pallone 2 è un album del cantante italiano Amedeo Minghi, pubblicato nel 2008 dall'etichetta discografica Warner Chappell Music Italiana. Si tratta della colonna sonora composta per il film L'allenatore nel pallone 2.

## Tracce
1. Lino Banfi – La marcia di Oronzo
2. La pizzica di Oronzo
3. Il sogno e il risveglio di Oronzo
4. L'incubo di Oronzo
5. Funerale Crisantemi
6. Oronzo corre alla stazione
7. Oronzo rapito
8. L'intervista
9. Oronzino e il computer
10. La spiegazione del modulo farfalla
11. Fedele e l'infedeltà
12. La Longobarda si allena
13. Kiku
14. La danza di Ramenko
15. Oronzo e Totti
16. Oronzo allo Stadio
17. Longobarda in prima pagina
18. Oronzo tradito
19. Abemus Lotito
20. Natale a casa Canà
21. Oronzo e la "Guarda Linea"
22. Stacco rotative
23. Oronzo e Fedele a Monaco
24. Oronzo in questura
25. La danza Bavarese
26. Bergonzoni alla riscossa
27. Caninho
28. Caninho e Canà traditi
29. Oronzo circuito
30. La nostalgia di Oronzo
31. Kiku fa gol
32. Oronzo e Caninho
33. Oronzo scopre Fedele
34. La vittoria di Oronzo